# Рабан Мавр
Раба́н Мавр (Храба́н Магнентий Мавр; лат. Rabanus (Hrabanus) Magnentius Maurus; ок. 780, Майнц — 4 февраля 856, Винкель, Рейнгау) — немецкий богослов, писатель, поэт, лексикограф. Аббат фульдский (822—842), архиепископ Майнцский (847—856). Крупнейший деятель «Каролингского возрождения». Автор одной из первых средневековых энциклопедий под названием «О природе вещей» (De rerum naturis).
Встречающиеся в некоторых публикациях утверждения, что Рабан Мавр «беатифицирован и канонизирован Католической церковью», не вполне соответствуют действительности: он на протяжении ряда веков почитается как святой католиками некоторых регионов Германии, хотя официально никогда не был канонизирован; однако преобладает его почитание в лике блаженных.
В последнем издании Римского Мартиролога (Martyrologium Romanum , 2004, стр. 133) его праздник указан 4 февраля, и он квалифицируется как святой («sanctus»). 

## Биография

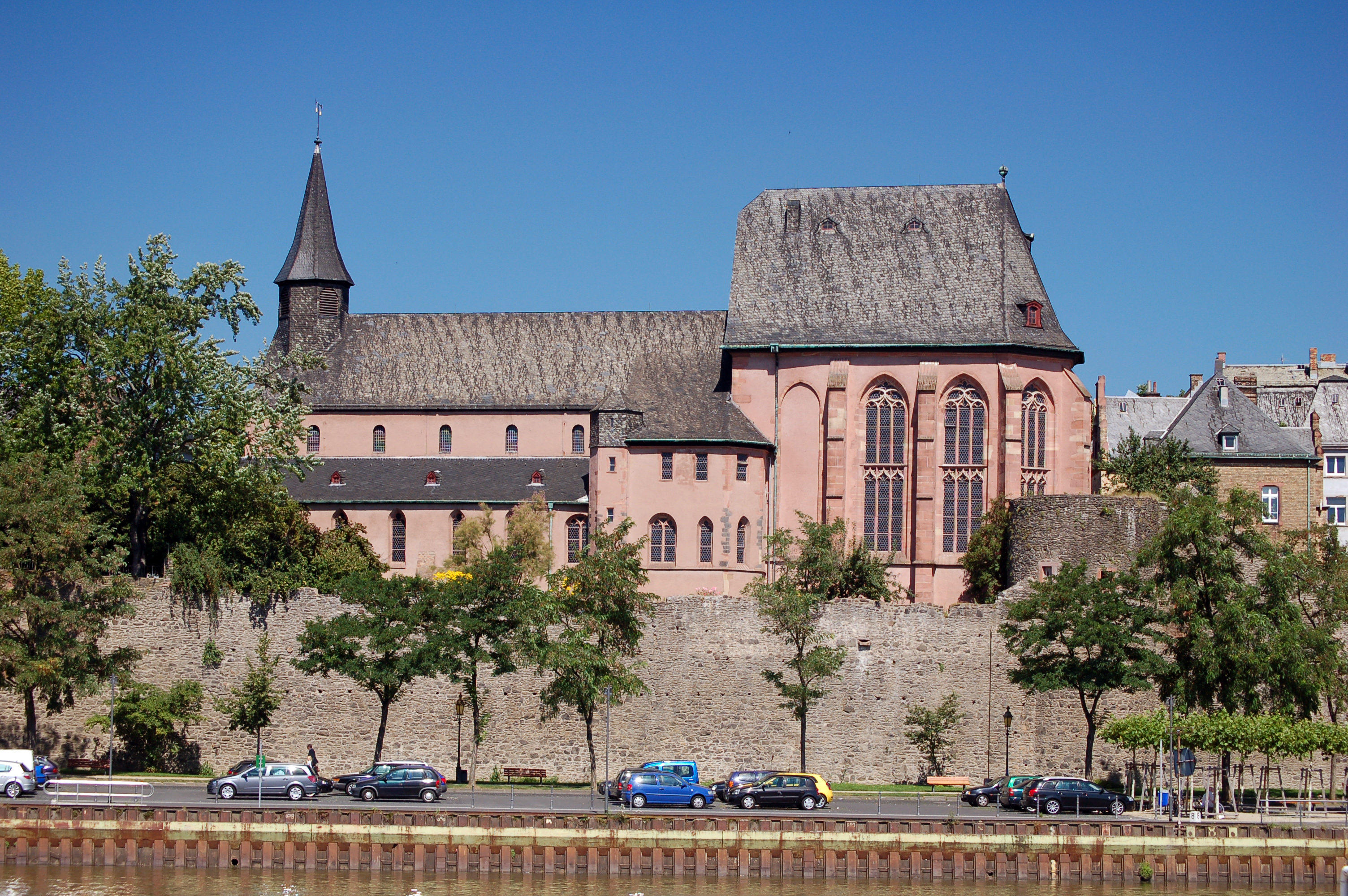
Церковь Св. Юстина во Франкфурте-Хёхст, освящённая Рабаном Мавром

Отец Рабана, Нитхард, представитель древнего и знатного рода Магненциев, богатый, могущественный человек, большую часть жизни провёл на государственной военной службе. Мать Рабана стремилась привить сыну жажду знаний и любовь к Богу. В девять лет Рабан стал (по настоянию матери) монахом ордена бенедиктинцев в Фульде. В монастыре он проявил большой интерес и способности к наукам. В 801 году стал дьяконом, а в 802 или в 806 году был послан в город Тур к Алкуину, где учился шесть лет. От Алкуина Рабан и получил прозвище «Мавр» (Maurus) в подражание св. Бенедикту, назвавшему так своего любимого ученика.
После возвращения в Фульдский монастырь ему поручили возглавить монастырскую школу. Рабан вёл занятия с учениками, руководил школой и стремился на практике применять приёмы преподавания, которые перенял у Алкуина, — постепенность и многовариантность обучения. Начиная с преподавания грамматики, Рабан переходил к риторике и другим дисциплинам. Он учитывал разный возраст учеников, неодинаковые способности и наклонности, уделял внимание изучению языков, был первым, кто ввёл во Франкском королевстве обучение греческому языку. Слава о школе Фульдского монастыря разнеслась по всей Германии, число учеников росло. Среди них были аббаты, монахи, дети знатных людей того времени. Многие из тех, кто учился в школе Рабана, стали впоследствии известными учёными-богословами, как, например, Валафрид Страбон.
В 818 году (по другим источникам — в 815 году) Рабан впервые обратился к литературному творчеству и впоследствии уже не прерывал литературных занятий. Среди его трудов — множество комментариев к Библии, жизнеописания святых (мартирологи), описания церковной и монастырской жизни, проповеди, морализаторские сочинения. Наряду с энциклопедией «О природе вещей» (др. название — «О вселенной» <De universo>) и многими теологическими сочинениями он оставил также труды по различным отраслям знаний и учебники для церковных школ: «О воспитании клириков» — ценный источник по истории школьной образованности раннего Средневековья, «Книгу о грамматике», «Об изобретении языков», «О стихосложении» и другие сочинения. Церковная традиция приписывает Рабану авторство знаменитого (католического) гимна Veni creator Spiritus.
С 825 по 847 год Рабан был аббатом Фульдского монастыря и советником Людовика Благочестивого и его сыновей. В 847 году он стал архиепископом г. Майнца. Помимо занятий преподавательской и литературной деятельностью Рабан много сил и времени отдавал устройству церковной жизни. По его инициативе было восстановлено много старых церквей и построено новых, основано несколько монастырей.

### Энциклопедия «О природе вещей»

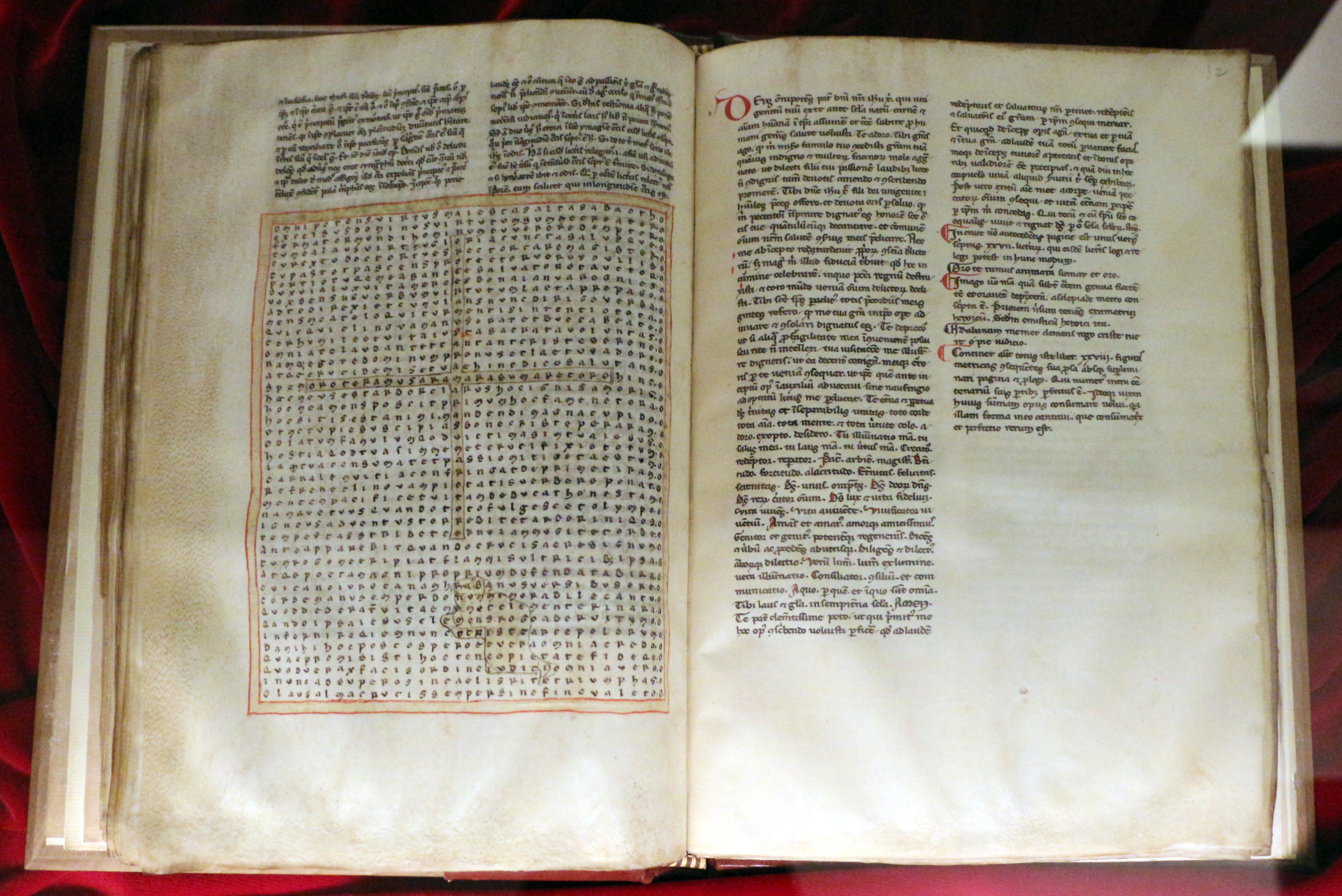
In Honorem Sanctae Crucis, 13th century, Biblioteca Medicea Laurenziana, Florence

В 847 году Рабан Мавр окончил энциклопедический труд в 22 томах, который он посвятил епископу Хаймо из Хальберштадта. В отличие от «Этимологий» Исидора Севильского Рабана занимали не столько «свойства слов и природа вещей» (rerum natura et verborum proprietates, то есть чисто энциклопедическая, «объективная» констатация слов и означаемых сущностей), сколько «мистическое толкование этих сущностей» (mystica earundem rerum significatio) в духе библейской экзегезы. Энциклопедия Рабана Мавра, таким образом, представляет собой компиляцию средневековой библейской герменевтики, основывающейся на святоотеческих толкованиях Иеронима, Августина, папы Григория Великого и других позднеантичных и раннесредневековых авторитетов, привязанных составителем энциклопедии к конкретному («черному») слову.
В энциклопедии Рабана не выделяются семь частей, соответствующих семи свободным искусствам (то есть не так, как это сделал в своей знаменитой энциклопедии Исидор). Начиная от высшего блага (Бога-Творца) Рабан далее располагает вещи в порядке убывания их «космического» значения. 22 тома энциклопедии Рабана символически соответствуют двадцати двум книгам Ветхого завета и трактуются как своего рода пропедевтическое введение к Новому завету.
Рукописи энциклопедии Рабана сохранились в многочисленных кодексах IX—XV веков. Некоторые из них богато иллюстрированы, как, например, рукопись из Монтекассино XI века (Monte Cassino, Biblioteca dell’Abbazia, cod. 132).

## Рецепция
На всём протяжении Средних веков католическая богословская наука почитала Рабана как безусловного авторитета. Данте помещает его во второй круг рая. О популярности энциклопедии Рабана Мавра свидетельствует и тот факт, что она вошла в число первых инкунабул. Адольф Руш опубликовал её в 1467 году в Страсбурге под названием «De rerum naturis seu de universo». В немецкой науке XIX века его назвали «первым наставником Германии» (primus praeceptor Germaniae).

## Сочинения и библиография
- Hrabani Mauri opera omnia // Patrologiae latinae cursus completus, vol. 107—112. Paris, 1852
- Храбан Мавр. О воспитании клириков / Пер. с лат. М. А. Таривердиевой // Антология педагогической мысли христианского Средневековья. Т.1. — М., 1994. — С.317—341
- Храбан Мавр. Гомилии. О Вселенной. Стихотворения. Эпитафия Эйнхарду. Эпитафия Валахфриду Страбу. / Пер. с лат. М. Р. Ненароковой. // Памятники средневековой латинской литературы. VIII—IX века. — М., Наука. 2006. — С.228—242
- Ненарокова М. Р. Об отношении стиха и прозы в трактате Храбана Мавра «Похвала Святому Кресту» // Стих и проза в европейских литературах Средних веков и Возрождения / Отв. ред. Л. В. Евдокимова. — М.: Наука, 2006. — С.58—85. ISBN 5-02-033882-6